# Georgi Donkov
Georgi Dimitrov Donkov (en bulgare : Георги Димитров Донков), né le 2 juin 1970 à Sofia (Bulgarie), était un footballeur international bulgare, qui évolua au poste d'attaquant dans différents clubs bulgares, suisses, allemands et chypriotes. Il est désormais entraîneur.
Donkov a reçu dix sélections et a marqué deux buts avec l'équipe de Bulgarie entre 1993 et 2000.

## Carrière joueur
- 1987-1993 : Levski Sofia  Bulgarie
- 1993-1995 :  Botev Plovdiv  Bulgarie
- 1995-1996 : FK CSKA Sofia  Bulgarie
- 1996-1998 : VfL Bochum  Allemagne
- 1998-2001 : FC Cologne  Allemagne
- 2002 : Neuchâtel Xamax  Suisse
- 2002-2003 : EN Paralimni  Chypre
- 2003-2005 : Paderborn 07  Allemagne
- 2005-2006 : Waldhof Mannheim  Allemagne
- 2007-2008 : FSV Oggersheim  Allemagne[1]

## Palmarès

### En équipe nationale
- 10 sélections et 2 buts avec l'équipe de Bulgarie entre 1993 et 2000.

## Carrière entraineur
- 2012-sep. 2013 : SV Wacker Burghausen  Allemagne